# Nymphidium baeotia
Espèce
Nymphidium baeotia est une espèce d'insectes lépidoptères (papillons) appartenant à la famille des Riodinidae, à la sous-famille des Riodininae et au genre Nymphidium.

## Taxonomie
Nymphidium baeotia a été décrit par William Chapman Hewitson en 1853.
Synonyme : Nymphidium minuta Druce, 1904.

### Noms vernaculaires
Nymphidium  baeotia se nomme Baeotia Nymphidium en anglais.

## Description
Nymphidium  baeotia est un papillon d'une envergure de 20 mm, 21 mm marron très largement barré de blanc . Aux ailes antérieures la bande blanche va du centre de l'aire postdiscale au milieu du bord interne et aux ailes postérieures du bord costal au bord interne. Au bord externe une fine ligne argentée festonne la marge et délimite des taches marron.
Le corps est coloré dans la continuité des ailes, partie céphalique marron, corps blanc puis extrémité marron.

## Écologie et distribution
Nymphidium  baeotia est présent en Guyane, en Guyana, en Équateur, au Brésil et au Pérou,,.

### Protection
Pas de statut de protection particulier.